# سیارک ۷۵۵۵۵
سیارک ۷۵۵۵۵ (به انگلیسی: 75555 Wonaszek، نامگذاری:1999YW14) هفتاد و پنج هزار و پانصد و پنجاه و پنجمین سیارک کشف شده‌است که در ۳۱ دسامبر ۱۹۹۹ کشف شد.